# Propoziție circumstanțială opozițională
În sintaxa frazei din gramaticile tradiționale ale limbii române, propoziția circumstanțială opozițională este o subordonată care îndeplinește funcția de complement circumstanțial opozițional al propoziției regente. Exprimă o acțiune ce se opune întregului conținut al acesteia sau numai unei părți a ei (predicatul, un complement etc.). Opoziția poate fi stabilită între acțiuni asemănătoare sau diferite din punctul de vedere al caracterului real sau ireal.
Se pot distinge mai multe tipuri de asemenea subordonate, după natura opoziției, ceea ce se manifestă prin anumite elemente introductive.
Opoziționala specifică este introdusă prin:
- locuțiunea conjuncțională în loc să: În loc să muncească, pierde vremea;
- pronume relative sau nehotărâte, ori adjective pronominale corespunzătoare acestora, cu locuțiunea prepozițională în loc de: În loc de cine era așteptat, am venit eu;
- adverbe relative sau nehotărâte cu aceeași locuțiune prepozițională: În loc de cât îmi promisese, mi-a dat mai nimic.

Alte tipuri de propoziții opoziționale seamănă prin elementele lor introductive cu alte specii de subordonate circumstanțiale:
- Falsele condiționale sunt introduse prin conjuncția dacă: Dacă în alți ani rezultatele au fost slabe, anul acesta sunt foarte bune. În regenta lor pot avea corelative ca apoi, dimpotrivă, în schimb: Dacă anul trecut n-au primit premii, apoi anul acesta vor primi neapărat[1].
- Falsele temporale se introduc prin când (eventual întărit de dimpotrivă), câtă vreme, în timp ce, în vreme ce, pe când, pe câtă vreme: În alți ani recolta era mai mare, pe când anul acesta e foarte mică[1]; În alți ani rezultatele au fost slabe, în timp ce anul acesta sunt foarte bune.
- Falsele locale sunt mai rare și aparțin registrului de limbă popular: De unde altădată râdeai, acum plângi.
- Falsele finale sunt prezente în registrul de limbă livresc, introducându-se prin ca (…) să și pentru ca (…) să: Rezolvasem ce era mai greu, pentru ca să greșesc la sfârșit.
- Falsele modale sunt de două feluri. Cele propriu-zise sunt rare, fiind introduse prin locuțiunea conjuncțională fără (ca) să: A concurat mereu, fără să câștige niciodată. Cele comparative se introduc prin conjuncția decât singură, dacă opoziția se stabilește cu toată regenta (El crede altceva decât credem noi)[1]. Decât se asociază cu pronume, adjective pronominale, adverbe relative și nehotărâte, ori cu conjuncții ce depind de un anume termen din regentă, cu care se face opoziția: A venit altcineva decât cine credeam, Să mergem în alt loc decât unde vin ei, Am învățat pentru altceva decât ca să fac numai gospodărie.

Predicatul opoziționalelor cu element introductiv ce cuprinde conjuncția să este la modul conjunctiv, iar al celorlalte – de obicei la indicativ, mai rar la prezumtiv sau la condițional-optativ.
Topica frazei cu subordonată opozițională diferă după tipul acesteia. Cele cu în loc să și în loc de + pronume sau adverb și majoritatea falselor temporale (în afara celor cu când) au topică liberă. Celelalte au topică fixă: falsele condiționale și falsele locale stau numai înaintea regentei, iar falsele finale, modale, și temporale cu când – numai după regentă.
Toate opoziționalele se izolează de regentă prin pauză (marcată în scris prin virgulă), în afara celor cu decât (plus alt element).